# Curt Freiwald
Curt Freiwald (* 19. Juni 1902 in Falkenberg/Elster; † nach 1943) war ein deutscher Schriftsteller, Dramaturg und Landesleiter der Reichsschrifttumskammer für den Gau Halle-Merseburg.

## Leben
Curt Freiwald wurde im Jahre 1902 als Sohn eines Postsekretärs in Falkenberg im Kreis Liebenwerda geboren. Er studierte u. a. Philosophie, Geschichte, Kunstgeschichte und Theaterwissenschaften an der Universität Leipzig, der Universität Halle-Wittenberg und der Christian-Albrechts-Universität zu Kiel, wo er 1932 mit der Dissertation Hugo von Hofmannsthals Landschaftserlebnis im Wandel seiner dichterischen Gestalt promovierte.
In der Zeit des Nationalsozialismus beantragte Freiwald am 15. Oktober 1937 die Aufnahme in die NSDAP und wurde rückwirkend zum 1. Mai desselben Jahres aufgenommen (Mitgliedsnummer 5.071.497). Innerhalb der Reichsschrifttumskammer fungierte er als Landesleiter für den Gau Halle-Merseburg. Freiwalds Gedichte fanden in der NS-Zeit in Schulbüchern Verwendung. Er war mit mehreren Gedichten vertreten in Ewiges Deutschland. Schroeders Mittelschullesewerk für den Gau Halle-Merseburg, wo zum Beispiel Martin Luther durch ihn eine nationalsozialistische Rezeption erfährt.
Curt Freiwald arbeitete als Dramaturg an den Städtischen Bühnen Halle, dem heutigen Opernhaus Halle.
Nach dem Ende des Zweiten Weltkrieges wurde Freiwald in der Sowjetischen Besatzungszone auf die Liste der Autoren gesetzt, „deren gesamte Produktion endgültig zu entfernen ist“.

## Publikationen
- Hugo von Hofmannsthals Landschaftserlebnis im Wandel seiner dichterischen Gestalt, Dissertation, Kiel, 1932
- Ewige Heimat, Lyrik, 1936
- Die Insel des ewigen Frühlings, Lyrik, 1937
- Von deutscher Seele. Dramatische Szenen, 1938
- Verwandler der Welt, Drama, 1939
- Gudrun, Schauspiel, 1940
- Dichter und Soldaten. Ein Kleistspiel, Hörspiel, o. J.
- Georg Friedrich Händel, Hörspiel, o. J.
- Der Wettlauf um die Träne, Hörspiel, o. J.
- Stadttheater Halle, verschiedene Programmhefte, hrsg. zus. mit dem Intendanten Willy Dietrich